# Haloragis procumbens
Haloragis procumbens är en slingeväxtart som beskrevs av Thomas Frederic Cheeseman. Haloragis procumbens ingår i släktet Haloragis och familjen slingeväxter. Inga underarter finns listade i Catalogue of Life.